# Ungarische Eishockeyliga 2011/12
Die Saison 2011/12 war die 75. Spielzeit der ungarischen Eishockeyliga, der höchsten ungarischen Eishockeyspielklasse. Meister wurde zum insgesamt 13. Mal in der Vereinsgeschichte Fehérvár AV19.

## Modus
Im Gegensatz zu den Vorjahren fand die Ungarische Eishockeyliga in der Saison 2011/12 ausschließlich im K.-o.-System statt.

## Playoffs

### Qualifikation
- Fehérvár AV19 – Újpesti TE 2:0 (4:0, 6:3)

### Halbfinale
- Dunaújvárosi Acélbikák – Fehérvár AV19 0:3 (0:3, 1:6, 2:7)
- Miskolci Jegesmedvék JSE – Ferencvárosi TC 3:2 (7:1, 3:4, 3:1, 3:6, 5:1)

### Finale
- Miskolci Jegesmedvék JSE – Fehérvár AV19 0:4 (1:7, 1:12, 0:7, 3:8)

## Kader des ungarischen Meisters
| Ungarischer Meister Fehérvár AV19 | Torhüter: Bence Bálizs, József Pleszkán Verteidiger: Juraj Durco, Péter Hetényi, András Horváth, Balázs Láda, Attila Orbán, Harlan Pratt, Tamás Sille, Arnold Varga Angreifer: András Benk, Roland Hajós, Eric Johansson, Chad Klassen, Csaba Kovács, Balázs Ladányi, Bálint Magosi, Krisztián Palkovics, Derek Ryan, István Sofron, Márton Vas Trainerstab: Kevin Primeau, Lajos Énekes |